# One Racing
One Racing – włoski zespół wyścigowy, startujący w latach 2009-2011 w Europejskim Pucharze Formuły Renault 2.0.

## Starty

### Europejski Puchar Formuły Renault 2.0
| Rok  | Bolid          | Kierowcy          | Wyścigi | Wygrane | PP | NO | Pkt | M.K. | M.Z. |
| ---- | -------------- | ----------------- | ------- | ------- | -- | -- | --- | ---- | ---- |
| 2009 | Tatuus-Renault | Daniel Mancinelli | 8       | 0       | 0  | 0  | 9   | 19   | 9    |
| 2009 | Tatuus-Renault | Federico Scionti  | 12      | 0       | 0  | 1  | 7   | 21   | 9    |
| 2010 | Tatuus-Renault | Jordan Oakes      | 5       | 0       | 0  | 0  | 5   | 20   | 8    |
| 2010 | Tatuus-Renault | Daniel Mancinelli | 4       | 0       | 0  | 0  | 14  | 17   | 8    |
| 2011 | Tatuus-Renault | Vittorio Ghirelli | 14      | 0       | 0  | 0  | 1   | 23   | 12   |
| 2011 | Tatuus-Renault | Edolo Ghirelli    | 14      | 0       | 0  | 0  | 0   | 29   | 12   |